# 84P/Джикласа
Комета Джикласа (84P/Giclas) — короткопериодическая комета из семейства Юпитера, которая была открыта 8 сентября 1978 года американским астрономом Генри Джикласом. Он описал её как слегка диффузный объект 15,6 m видимой звёздной величины с конденсацией и возможным удлинением к западу. Впоследствии комету удалось обнаруживать на фотопластинках, выставленных 3 сентября. Обладает довольно коротким периодом обращения вокруг Солнца — около 6,96 года.
- Орбита кометы Джикласа и её положение в Солнечной системе

## История наблюдений
Первые предварительные варианты параболической и эллиптической орбит кометы были рассчитаны уже 14 сентября 1978 года британским астрономом Брайаном Марсденом. Параболическая орбита указывала на дату перигелия в начале января 1979 года, в то время как эллиптическая - на то, что комета пройдёт перигелий в ноябре 1978 года и орбитальный период 6,74 года. Марсден указывал, что данные расчёта  эллиптической орбиты более вероятны, хотя и признавал неточности в оценке эксцентриситета и орбитального периода кометы. Хотя, по мере накопления данных по наблюдениям, орбитальные параметры кометы постоянно пересматривались, расчёты Марсдена, опубликованные 2 октября, оказались наиболее близки к реальности. В них дата перигелия указывалась 21 ноября 1978 года, а орбитальный период 6,68 года.
Последующие наблюдения выявили небольшое увеличение яркости кометы во второй половине сентября до 15,0 - 15,2 m, что являлось результатом приближения кометы к Солнцу. Ближе всего к Земле комета подошла 2 октября 1978 года 0,81 а. е. (121,5 млн км), после чего её яркость начала медленно уменьшаться: к середине октября магнитуда приблизилась к 15,5 m, а к концу месяца приблизилась к 16 m. Комета подошла ближе всего к Солнцу 21 ноября 1,73 а. е. (259,5 млн км) и к концу года её яркость упала до 17,0 m. Последний раз комету наблюдали 28 марта астрономы Гарвардского колледжа.
Во время своего возвращения 1985 года комета была восстановлена американским астрономом Эдгаром Эверхартом 22 июня с помощью 0,4-метрового телескопа в обсерватории Колорадо и имела яркость около 20,0 m, при этом наблюдатели отметили практически полное отсутствие комы. Как выяснилось прогноз даты возвращения кометы требовал корректировки всего на -0,66 суток. Предполагалось, что в это возвращение комета яркость кометы не превысит 16 m, но наблюдения астрономов-любителей показали, что, вопреки ожиданиям, во второй половине октября она достигала 13,5 m. К декабрю яркость упала до 14 m, а последний раз её наблюдали 19 января 1986 года, когда её яркость определили как 16,9 m.
В очередной раз комета была восстановлена 30 июня 1992 года японским астрономом Цутому Сэки, который оценил величину как 18 m и описал комету как диффузную с центральной конденсацией. В течение ноября-декабря яркость кометы превышала 15 m, но вскоре начала снижаться. В последний раз комету видели 20 марта 1993 года при магнитуде 17,6 m.
В 1995 году американский астроном Брайан Скифф, занимаясь анализом фотоматериалов, полученных Клайдом Томбо в течение 30-х годов, обнаружил изображения этой кометы на фотопластинах, выставленных 12, 16 и 21 сентября 1931 года. Как позднее выяснил голландский астроном  R. J. Bouma данные кометы 84P/Джикласа за 1931 год полностью соответствуют орбитальным параметрам другой кометы - D/1931 R1, считавшейся утерянной.